# 限定词
限定词（determiner）是与名词或名词短语一起使用的单词、短语或词缀，用于指示名词或名词短语是特定的（definitive）或是不定的（indefinite）、近的或远的、归属特定人或物的、数量等。
限定词可简单分为定限定词（definitive determiner）和不定限定词（indefinitive determiner），分别表示与其一起的名词是特有所指的和仅属于某种类别的一个个体。

## 描述
在英语中，限定词都是单词，可分为：
定限定词可分为定冠詞（the）、指示词（this、that、these和those）和物主限定词（my、their等）。
不定限定词可分为不定冠詞（a、an）、基数词（one、 two等）、序数词（first等）、量词（many 、both 、all和no）、分配限定词（each 、any等）和疑问限定词（which）。
根据限定词出现的次序，可分为前位限定词、中位限定词和后位限定词。
在某些语言，如罗马尼亚语、保加利亚语、马其顿语和瑞典语，限定词通过给名词加上词缀（前缀或后缀）来发挥作用。 具体来说，在瑞典语中， bok （“book”）搭配定冠词后为boken （“the book”），而罗马尼亚语中的caiet（“notebook”）搭配定冠词后为caietul（“the notebook”）。